# Clarks Hill (Karolina Południowa)
Clarks Hill – jednostka osadnicza w Stanach Zjednoczonych, w stanie Karolina Południowa, w hrabstwie McCormick.